# Владыкин, Владимир Тимонович
Владимир Тимонович Владыкин (непр.Тихонович; 1883—1937) — русский политический и общественный деятель, член Учредительного собрания от Орловского избирательного округа.

## Биография
Родился в 1883 году в Ельце Орловской губернии в дворянской семье, сын статского советника.
В 1901 году окончил Елецкую гимназию и посупил на  медицинский факультет Московского университета.
Был эсером, с 1906 года находился под полицейским надзором, в 1907 году осуждён на один год тюрьмы, в 1908 году — ещё на 2 года. 
В 1917 году — делегат I Всероссийского съезда КД (крестьянских депутатов), член Исполкома Всероссийского Совета КД, делегат Демократического совещания, член Предпарламента. , член Учредительного собрания от Орловского избирательного округа. В 1918 году — член Комуча. Был арестован колчаковцами в Уфе, но освобождён по требованию чехов. Вновь арестован в декабре 1918 году — в Омске, случайно избежал гибели.
Работал в советское время счетоводом сельхозартели «Труженик» Боханского аймака Иркутской области. После ареста в ноябре 1937 года «тройкой» УНКВД был приговорён к расстрелу; 14 декабря приговор приведён в исполнение. Реабилитирован в 1989 году.